# Дашо (Комо)
Дашо је насеље у Италији у округу Комо, региону Ломбардија.
Према процени из 2011. у насељу је живело 159 становника. Насеље се налази на надморској висини од 202 м.